# Cantó de Fontainebleau
El cantó de Fontainebleau és una divisió administrativa francesa del departament del Sena i Marne, a la regió de l'Illa de França. Pertany al districte de Fontainebleau i al districte de Melun, i des del 2015 té 34 municipis i el cap cantonal és la sotsprefectura de Fontainebleau.

## Municipis
- Achères-la-Forêt
- Amponville
- Arbonne-la-Forêt
- Avon
- Barbizon
- Boissy-aux-Cailles
- Boulancourt
- Bourron-Marlotte
- Burcy
- Buthiers
- Cély
- Chailly-en-Bière
- La Chapelle-la-Reine
- Fleury-en-Bière
- Fontainebleau
- Fromont
- Guercheville
- Héricy
- Nanteau-sur-Essonne
- Noisy-sur-École
- Perthes
- Recloses
- Rumont
- Saint-Germain-sur-École
- Saint-Martin-en-Bière
- Saint-Sauveur-sur-École
- Samois-sur-Seine
- Samoreau
- Tousson
- Ury
- Le Vaudoué
- Villiers-en-Bière
- Villiers-sous-Grez
- Vulaines-sur-Seine

## Història
| Data d'elecció                           | Identitat             | Partit                       | Qualitat |
| ---------------------------------------- | --------------------- | ---------------------------- | -------- |
| 1945-1958                                | Hubert Pajot          | RI                           |          |
| 1958-1992                                | Paul Séramy           | RGR, després CD, després UDF |          |
| 1992-2015                                | Jean-François Robinet | UDF, després UMP             |          |
| les dades anteriors no són pas conegudes |                       |                              |          |
|                                          |                       |                              |          |

## Demografia
| A partir de 1990 : Població sense dobles comptes |